# Petunioideae
Sous-famille
Les Petunioideae sont une sous-famille de plantes à fleurs de la famille des Solanaceae. 

## Liste des genres
- genre Benthamiella
- genre Combera
- genre Pantacantha
- genre Bouchetia
- genre Brunfelsia
- genre Calibrachoa
- genre Fabiana
- genre Hunzikeria
- genre Latua
- genre Leptoglossis
- genre Nierembergia
- genre Petunia
- genre Plowmania